# Ti17
Ti17 – oznaczenie na PKP austriackiego parowozu towarowego wojskowej serii (kukHB) 860. Wyprodukowany w 1916 roku przez austriackie zakłady Floridsdorf w Linzu w nieznanej liczbie. Po pierwszej wojnie światowej 3 lokomotywy trafiły do kolei polskich (860.001, 013 i 014), oznaczone jako Ti17-1 do 3). Po drugiej wojnie światowej polskie koleje nie eksploatowały tych parowozów.
Seria ta oznaczona była w Jugosławii (koleje JDŽ) jako seria 20.